# Gerichtsbezirk Přibyslau
Der Gerichtsbezirk Přibyslau (auch  Pribislau, tschechisch: soudní okres Přibyslav) war ein dem Bezirksgericht Přibyslau unterstehender Gerichtsbezirk im Kronland Böhmen. Er umfasste Gebiete in Mittelböhmen im Okres Havlíčkův Brod bzw. im Okres Žďár nad Sázavou. Zentrum des Gerichtsbezirks war die Stadt Přibyslau (Přibyslav). Das Gebiet gehörte seit 1918 zur neu gegründeten Tschechoslowakei und ist seit 1991 Teil der Tschechischen Republik.

## Geschichte
Die ursprüngliche Patrimonialgerichtsbarkeit wurde im Kaisertum Österreich nach den Revolutionsjahren 1848/49 aufgehoben. An ihre Stelle traten die Bezirks-, Landes- und Oberlandesgerichte, die nach den Grundzüge des Justizministers geplant und deren Schaffung am 6. Juli 1849 von Kaiser Franz Joseph I. genehmigt wurde. Der Gerichtsbezirk Přibyslau gehörte zunächst zum Časlauer Kreis und umfasste 1854 29 Katastralgemeinden. Der Gerichtsbezirk Přibyslau bildete im Zuge der Trennung der politischen von der judikativen Verwaltung ab 1868 gemeinsam mit dem Gerichtsbezirk Polna (Polná) den Bezirk Polna. Mit der Errichtung des Bezirks Königliche Weinberge wurde der Bezirk Polna aufgelöst. Während der Gerichtsbezirk Polna der Bezirkshauptmannschaft Deutschbrod zugeschlagen wurde, gelangte der Gerichtsbezirk Přibyslau an den Bezirk Chotěboř, wobei diese Änderung per 1. Oktober 1884 rechtswirksam wurde.
Im Gerichtsbezirk Přibyslau lebten 1869 17.214 Menschen, 1900 waren es 16.182 Personen. Der Gerichtsbezirk Přibyslau wies 1910 eine Bevölkerung von 16.463 Personen auf, von denen 234 Deutsch und 16.208 Tschechisch als Umgangssprache angaben. Im Gerichtsbezirk lebten zudem 21 Anderssprachige oder Staatsfremde.
Durch die Grenzbestimmungen des am 10. September 1919 abgeschlossenen Vertrages von Saint-Germain kam der Gerichtsbezirk Přibyslau vollständig zur neugegründeten Tschechoslowakei, wobei die Gerichtseinteilung bis 1938 im Wesentlichen bestehen blieb. Nach dem Münchner Abkommen bzw. dem Einmarsch deutscher Truppen wurde das Gebiet dems Protektorat Böhmen und Mähren zugeschlagen und wurde nach dem Zweiten Weltkrieg Teil des Okres Žďár nad Sázavou bzw. Okres Havlíčkův Brod, zu denen es bis heute gehört. Nachdem die Bezirksbehörden im Zuge einer Verwaltungsreform 2003 ihre Verwaltungskompetenzen verloren, werden diese von den Gemeinden bzw. dem Kraj Vysočina wahrgenommen, zu dem das Gebiet um Přibyslav seit Beginn des 21. Jahrhunderts mit anderen Bezirken zusammengefasst wurde.

## Gerichtssprengel
Der Gerichtssprengel umfasste 1910 die 27 Gemeinden Borová (Borau), Buková (Bukau), Česká Jablonná (Böhmisch Gablonz), Český Šicndorf (Böhmisch Schützendorf), Dobra (Dobra), Hříště (Spieldorf), Karlov (Libinsdorf), Malá Losenice (Kleinlosenitz), Modlíkov (Modikau), Německá Jablonná (Deutsch Gablonz), Nové Dvory (Neuhof), Peršikov (Perschikau), Polnička (Pelles), Pořežín (Pesendorf), Pořičí (Pořič), Přibyslav (Přibyslau), Radostín (Radostin), Sázava (Sazau), Šenfeld (Schönfeld), Škrdlovice (Skrdlowitz), Stržanov (Stržanow), Světnov (Swětnow), Utín (Uttendorf), Velká Losenice (Großlosenitz), Vepřová (Wepřikau), Vojnův Městec (Wojnowměstetz) und Volešná (Woleschna).